# Oliver Rowland
Oliver Rowland (Barnsley, 10 de agosto de 1992) é um automobilista britânico que atualmente compete na Fórmula E pela equipe Nissan. Estreou na categoria em 2015, durante o ePrix de Punta del Este, pela equipe Mahindra, pilotando em tempo integral desde 2018–19, pela Nissan e.dams, e é o campeão da temporada 2024–25. Anteriormente, competiu pela Manor Motorsport na temporada do Campeonato Mundial de Endurance da FIA de 2018–19, e foi também jovem piloto da Williams durante a temporada de 2018 de Fórmula 1. Ele foi campeão da Fórmula Renault 3.5 Series em 2015.

## Biografia
Oliver Eric Rowland nasceu em Sheffield, cidade situada no sul de Yorkshire, sendo filho de Dave Rowland, que foi piloto em categorias de motociclismo. Oliver também tem um tio que pilotou karts e um avô que participou de ralis. Aos dois anos, Oliver ganhou seu primeiro quadriciclo, que ele dominou aos quatro, o que gerou a necessidade de um upgrade. Como sua mãe vetou as motos, Oliver ganhou um kart em seu aniversário de cinco anos. Desde então, ele passou a sonhar em ser piloto de Fórmula 1, chegando a prometer a um vizinho que questionou esse objetivo que se conseguisse, lhe daria um Porsche.
Em 2010, aos dezenove anos, o pai de Oliver, Dave Rowland, faleceu subitamente, e o jovem piloto viu em Martin Hines, seu então chefe de equipe, uma figura paterna. Mas Hines acabou falecendo um ano depois.
Oliver é pai de uma menina chamada Harper, a quem ele levou para a cerimônia do pódio durante sua vitória no ePrix de Londres de 2024.
Rowland concilia suas atividades de piloto com a administração de uma equipe de kart que leva seu nome. Ele tem apoiado o compatriota Arvid Lindblad desde o cartismo e o ajudando a realizar seu sonho de correr na F1. Além dele, Rowland também colaborou com Taylor Barnard, que atualmente é seu adversário na Fórmula E.

## Carreira

### Kart
Rowland começou no cartismo aos sete anos, competindo profissionalmente a partir de 2002. Disputou diversos campeonatos regionais, sendo campeão nacional de Super 1 na categoria Cadete em 2003, campeão da JICA/KF3 em 2007, e o mundial, nas categorias KF2 em 2008 e Super KF em 2010. Ele foi apoiado pela McLaren de 2007 a 2010.

### Fórmula Renault
Ao final de 2010, Rowland deixou o kart e entrou na Fórmula Renault, disputando a Série de Inverno da Fórmula Renault Britânica com a CRS Racing. Ele também recebeu patrocínio da Racing Steps Foundation, que financiou sua graduação para os monopostos. Conquistou sua primeira vitória na corrida final do campeonato, o que o ajudou a subir para o sétimo lugar na classificação do campeonato e a superar Luke Wright, com quem estava empatado em pontos.
Rowland mudou-se para a Fortec Motorsport para uma campanha completa na Fórmula Renault Britânica em 2011. Rowland conquistou seu primeiro pódio da temporada, com o terceiro lugar em Donington Park, iniciando uma sequência de quatro pódios consecutivos – todos em terceiro lugar – antes de uma sequência de apenas dois pódios em sete corridas. As últimas sete corridas de Rowland foram suas melhores no campeonato, obtendo quatro vitórias, quatro voltas mais rápidas, três pole positions e três segundos lugares. Como resultado da forte sequência, Rowland se tornou o vencedor da Graduate Cup para jovens pilotos e se sagrou vice-campeão na última volta da corrida final, quando ele fez a volta mais rápida para marcar dois pontos de bônus, o que lhe fez empatar com Tio Ellinas, mas com quatro vitórias contra duas de Ellinas, ele ficou à frente e se confirmou como vice-campeão, sendo superado apenas por seu companheiro de equipe Alex Lynn no campeonato principal.
Ele também disputou a UK Finals Series com a Fortec e controlou o campeonato, sendo campeão com quatro vitórias em seis corridas. Rowland foi indicado ao Prêmio McLaren Autosport BRDC devido às suas performances na categoria principal. Em 4 de dezembro de 2011, após os testes de avaliação realizados em Silverstone, Rowland foi nomeado o vencedor do prêmio, levando o prêmio em dinheiro de 100 mil libras e um teste de Fórmula 1 com a McLaren.

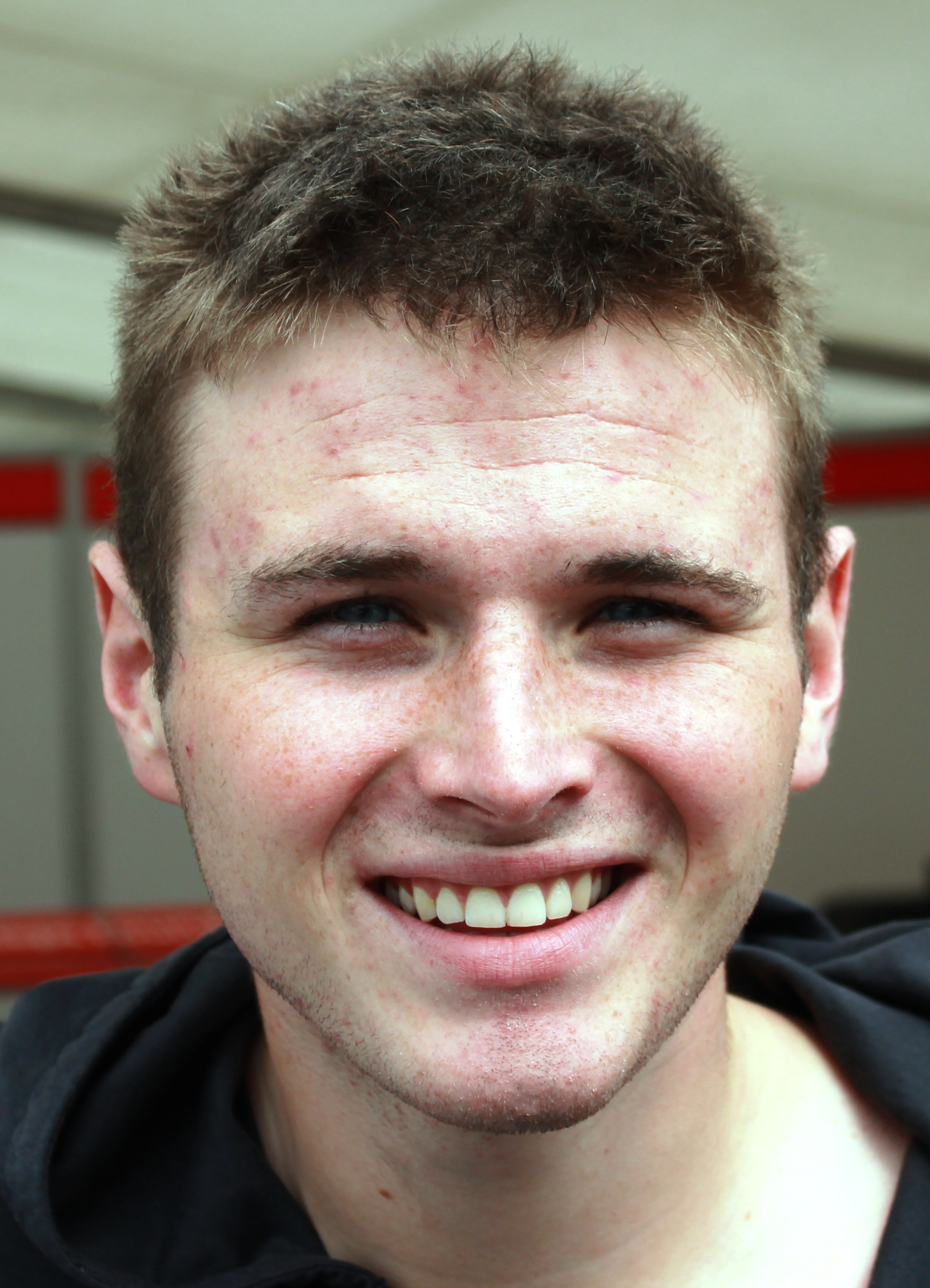
Rowland em 2012

Em 2012, Rowland fez a Eurocopa de Fórmula Renault 2.0 pela Fortec, onde conquistou uma vitória, três pódios e foi o terceiro colocado, ficando atrás de Daniil Kvyat e Stoffel Vandoorne. Mas perdeu sua vaga na Fortec para Jake Dennis, e Rowland se juntou à Manor MP Motorsport em 2013, competindo na Eurocopa e na Copa da Europa do Norte de Fórmula Renault. Seus melhores resultados foram na primeira competição, na qual ele liderou após conquistar sua terceira vitória da temporada no Red Bull Ring. Somando no total duas poles, duas voltas mais rápidas, oito pódios, incluindo 3 vitórias, e 179 pontos, Rowland terminou como vice, abaixo apenas de Pierre Gasly. Já na competição norte-europeia, Rowland só fez oito provas, mas esteve no pódio em todas elas e obteve quatro vitórias. Esses resultados o colocaram em quarto lugar, com 208 pontos, três a menos do que o terceiro colocado Dennis Olsen, que fez a temporada completa, assim como o vice Jack Aitken e o campeão Matt Parry.

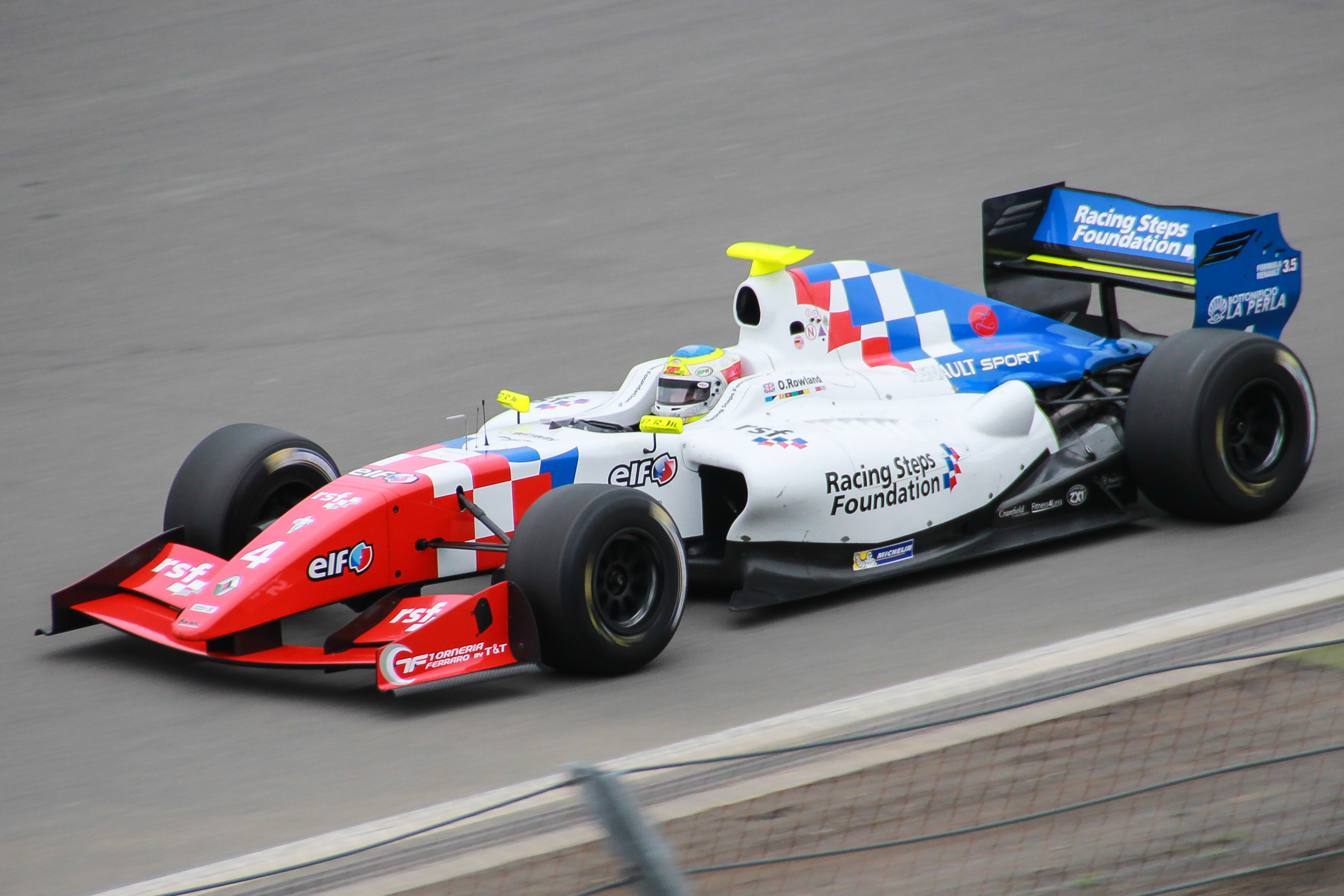
Rowland em Nürburgring em 2014

Rowland assinou um contrato com a Fortec Motorsport em julho de 2013 para correr a Fórmula Renault 3.5 Series na temporada de 2014, sendo companheiro de Sergey Sirotkin. Rowland teve duas vitórias e sete pódios, se classificando em quarto lugar, com 181 pontos, apenas dois a menos do que o terceiro colocado Roberto Merhi, onze a menos do que o vice Pierre Gasly e 46 a menos do que o campeão Carlos Sainz Jr. Dentre os estreantes, Rowland teve seis vitórias, sendo o terceiro colocado e perdendo para Merhi e Gasly.
Rowland continuou com a Fortec na F-R3.5 de 2015, tendo como novo companheiro Jazeman Jaafar. O britânico foi amplamente superior, vencendo oito vezes, esteve no pódio em treze das dezessete provas e foi campeão com uma rodada de antecedência, encerrando o ano com 307 pontos, com 73 de distância para o vice Matthieu Vaxivière.

### GP2 Series

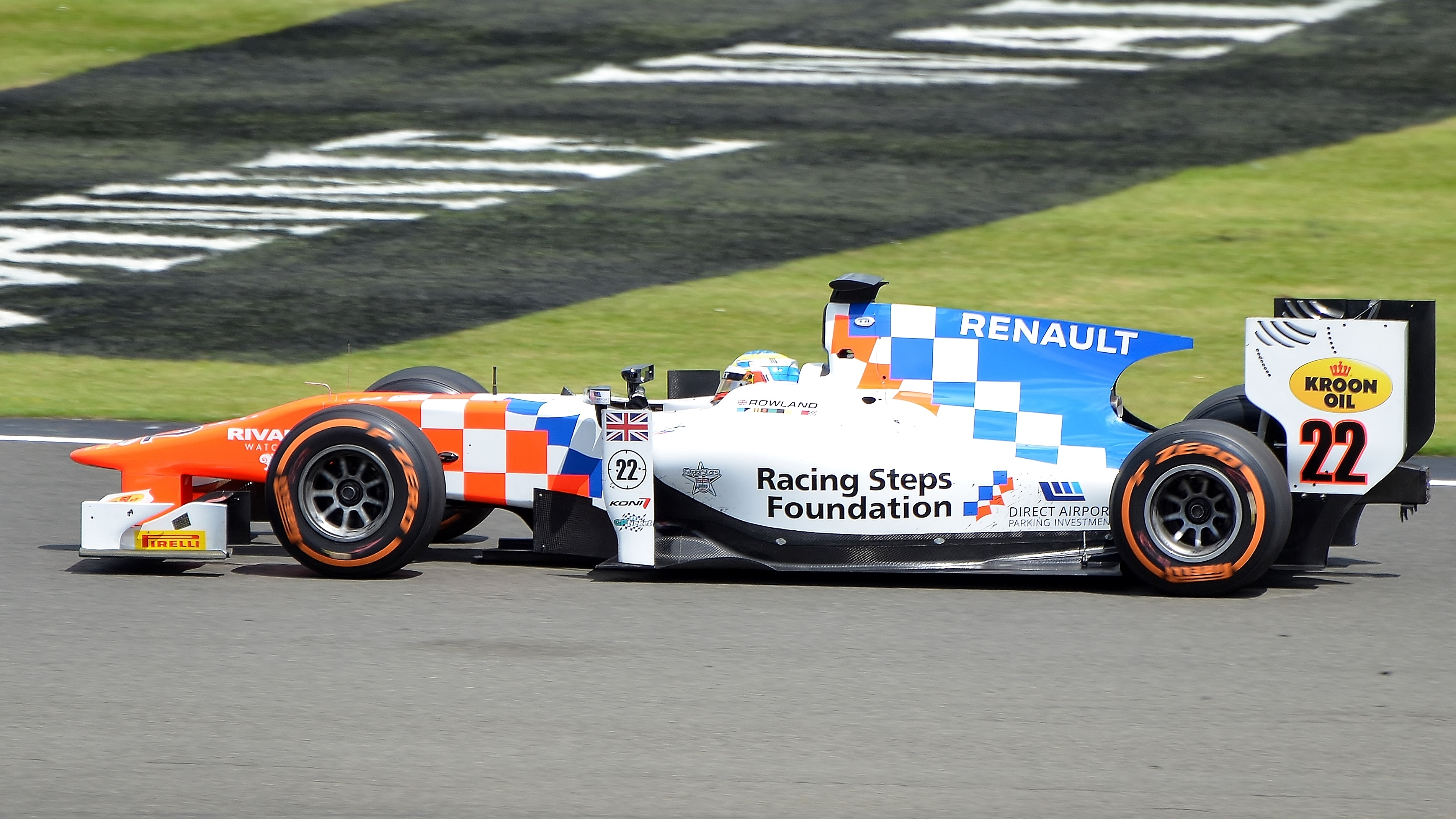
Rowland pilotando em Silverstone na GP2 Series em 2016

Em 2015, ele fez sua estreia na GP2 Series em Silverstone pela MP Motorsport. Terminou na zona de pontuação em ambas as corridas. Rowland disputou outras três rodadas pela MP e Status Grand Prix, mas não pontuou em nenhuma delas. Com os três pontos conquistados no seu GP local, Rowland ficou em 21º no campeonato, que teve 36 pilotos competindo ao longo do ano.
Em fevereiro de 2016, foi anunciado que ele iria competir nessa categoria em tempo integral pela MP Motorsport ao lado de Daniël de Jong. O britânico teve como melhor resultado um segundo lugar na corrida curta do Red Bull Ring, fazendo mais três terceiros lugares e terminando em nono na classificação geral, somando 107 pontos e sendo extremamente superior ao companheiro de Jong, que ficou doze posições abaixo dele e só fez seis pontos.

### Fórmula 2
Em 2017, Rowland disputou a temporada inaugural do Campeonato de Fórmula 2 da FIA pela equipe DAMS, sendo companheiro de Nicholas Latifi. Nesse ano, Rowland teve seus melhores resultados, vencendo pela primeira vez na F2 na corrida longa em Mônaco e repetindo o resultado na corrida longa da Hungria. Ele teria vencido novamente na corrida longa de Abu Dhabi, mas acabou sendo desclassificado por infrações técnicas. Ao todo, Rowland fez dez pódios e 191 pontos, se classificando em terceiro lugar, com 19 pontos a menos do que o vice-campeão Artem Markelov e 91 pontos de distância para Charles Leclerc, o campeão dominante.

### Fórmula 1
A primeira experiência de Rowland com carros de F1 foi em 2012, quando ele pilotou o modelo de 2011 da McLaren em Silverstone, como prêmio por ter vencido o McLaren Autosport BRDC.
Em fevereiro de 2016, Rowland foi confirmado como membro do programa de jovens pilotos da equipe de Fórmula 1 da Renault.
Em abril de 2017, Rowland foi contratado para o papel de piloto de desenvolvimento da equipe Renault.
Em fevereiro de 2018, Rowland foi confirmado como jovem piloto oficial da equipe Williams Martini Racing.

### Fórmula E
Rowland competiu o ePrix de Punta del Este de 2015, válido pela temporada de 2015–16, pela equipe Mahindra Racing no lugar de Nick Heidfeld. Ele terminou na décima terceira posição.
Durante a temporada de 2016–17, Rowland foi contratado pela Renault e.dams como substituto de Sebastien Buemi no ePrix da Cidade do México de 2017.

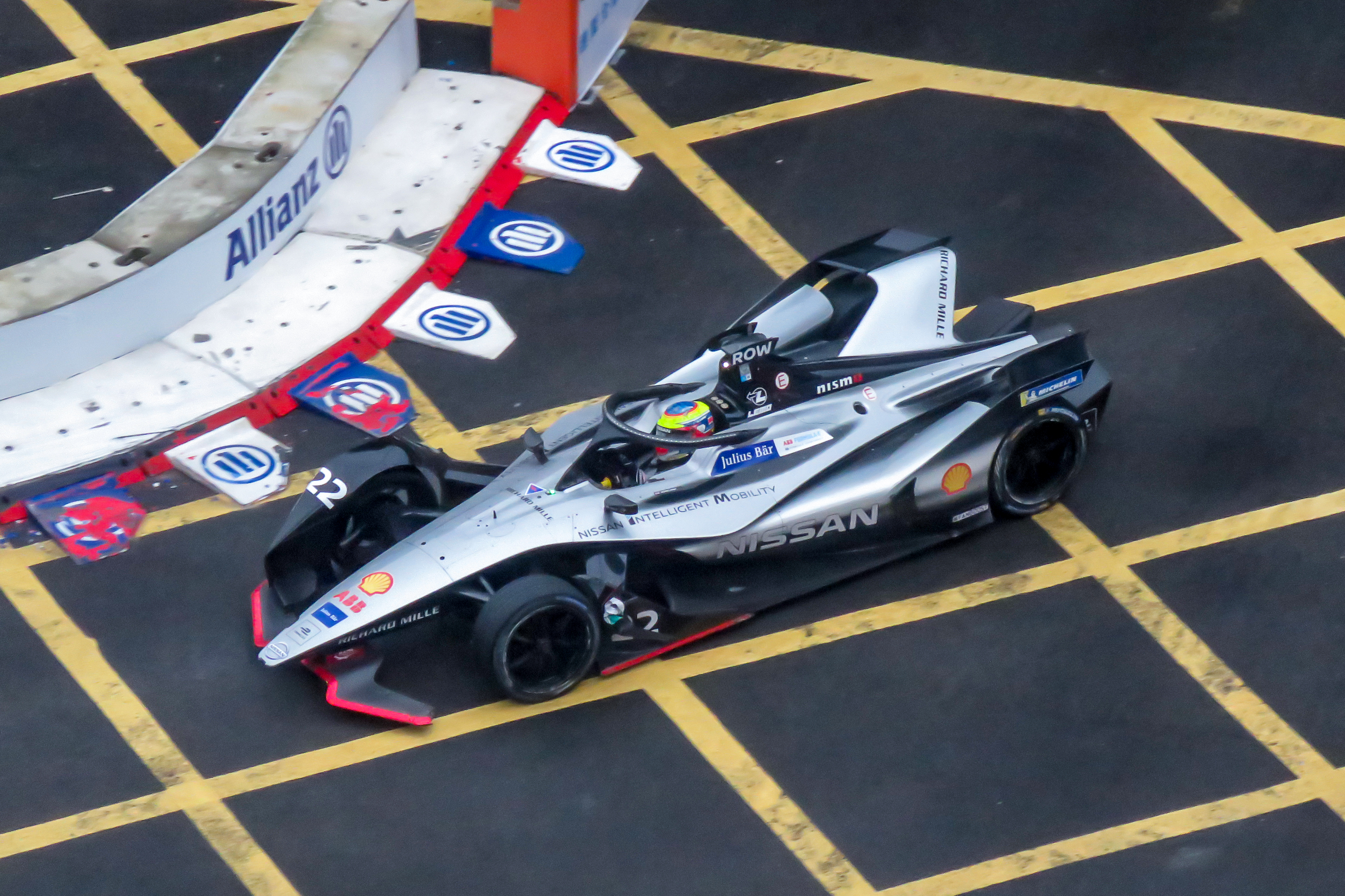
Rowland no ePrix de Hong Kong de 2019

Em novembro de 2018, Rowland se juntou ao campeonato em tempo integral para a disputa da temporada de 2018–19 com a recém renomeada Nissan e.dams, após a saída de Alexander Albon para a equipe de Fórmula 1 Toro Rosso. Foi parceiro de Buemi e alcançou três poles e dois segundos lugares, sendo o décimo colocado com 71 pontos, mas distante do suíço, que foi vice-campeão e fez 48 pontos a mais.
Rowland permaneceu com a Nissan e.dams para a disputa da temporada de 2019–20. No campeonato encurtado por conta da pandemia de COVID-19, o britânico pontuou em oito das onze corridas, com seu único pódio sendo também a sua primeira vitória na Fórmula E, durante o ePrix de Berlim realizado em 12 de agosto de 2020. Assim, Rowland terminou o ano como quinto colocado, com 83 pontos, com apenas um de diferença para o companheiro Buemi.

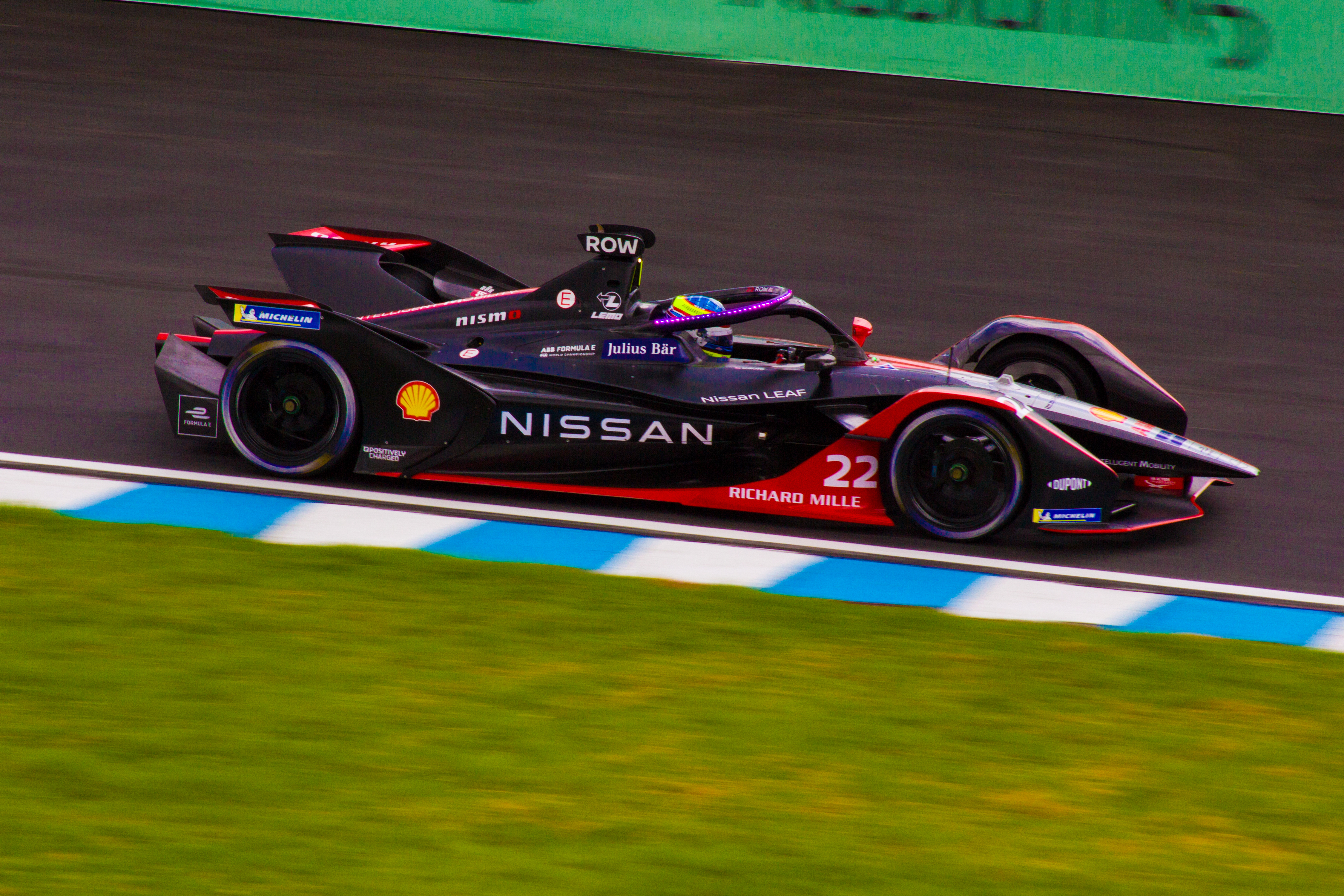
Rowland no ePrix de Puebla de 2021

A dupla seguiu na e.dams para 2020–21. Rowland conquistou dois pódios em Puebla, onde foi terceiro, e em Berlim, onde foi o segundo. Mas foi uma temporada difícil para o britânico, que lidou com três desclassificações, que o atrapalharam bastante na luta por posições melhores, e fechou o ano em 14º, com 77 pontos, um acima de Nick Cassidy, mas um abaixo de René Rast e Alex Lynn, que foram, respectivamente, 13º e 12º colocados. Mesmo assim, Rowland superou Buemi, fazendo quase quatro vezes mais pontos e ficando sete posições acima dele.
Em 23 de junho de 2021, foi anunciada a contratação de Rowland pela equipe Mahindra Racing para a disputa da temporada de 2021–22. Correndo ao lado de seu compatriota Alexander Sims, Rowland sofreu com a instabilidade de seu carro, abandonando metade das dezesseis provas. Ele só pontuou quatro vezes, com seus primeiros pontos vindo no ePrix de Daria de 2022, mas seu maior destaque foi na corrida 1 em Seul, em que fez a pole e chegou em segundo lugar. Rowland fechou o ano em 14º, somando 32 pontos, com apenas dois a mais do que Buemi, e bem à frente de seu companheiro Sims, que ficou três posições abaixo dele e fez menos da metade de seus pontos.

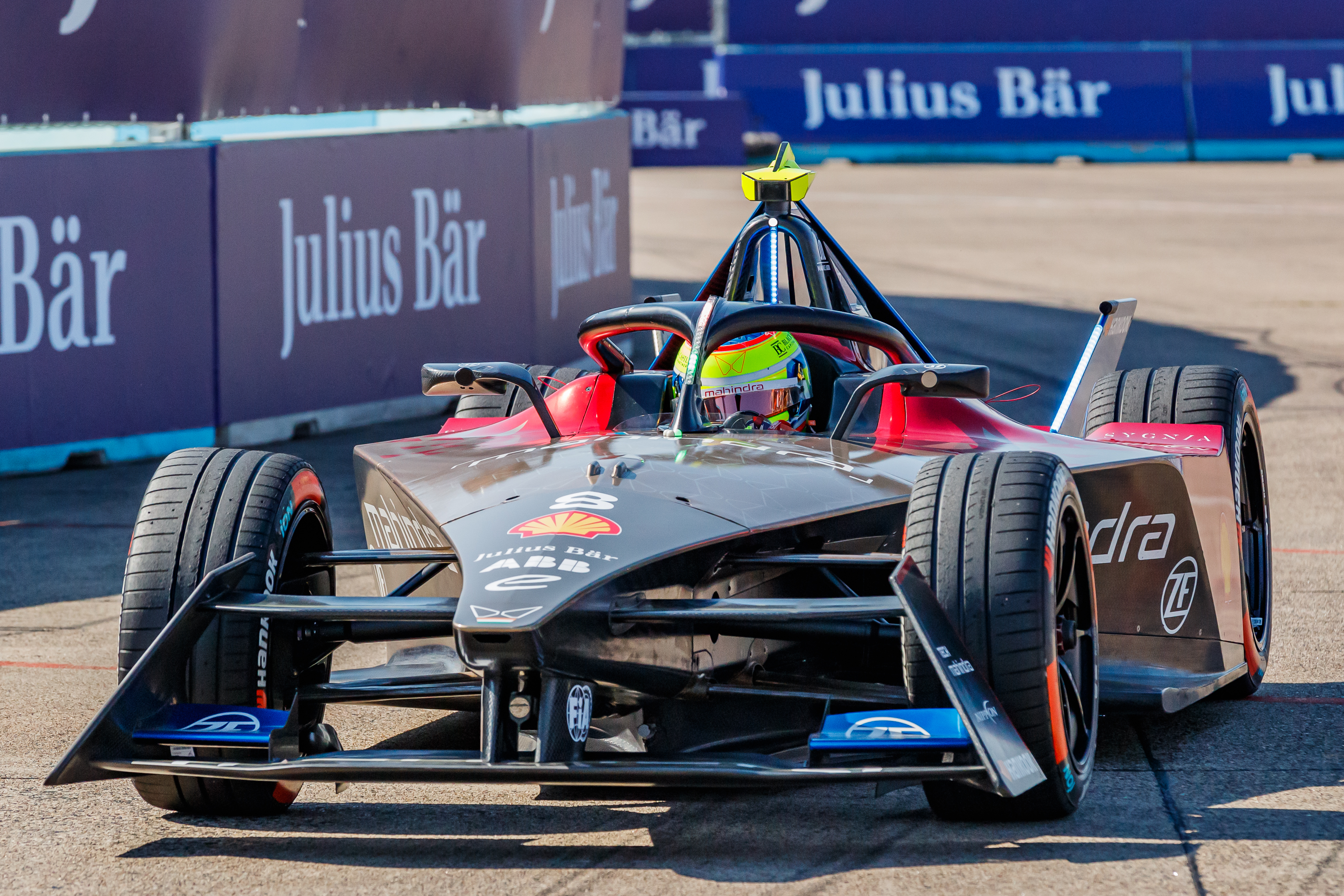
Rowland no ePrix de Berlim de 2023

Rowland permaneceu na equipe Mahindra para a disputa da temporada de 2022–23, ganhando a companhia de Lucas Di Grassi. Foi um ano aquém para a dupla e a equipe, que teve poucas oportunidades de ficar no Top-10. Rowland ainda pontuou em duas provas, tendo um sexto lugar em Haiderabade como melhor resultado, mas ficou abaixo de Di Grassi, que conseguiu um pódio na Cidade do México e o superou em seis das oito corridas que disputaram juntos. Apesar de ter uma opção em seu contrato para competir pela Mahindra até o final da temporada de 2025, Rowland pediu para deixar a equipe no meio da temporada e foi substituído por Roberto Merhi a partir do ePrix de Jacarta. Com isso, Rowland fechou o ano com nove pontos e a vigésima primeira colocação.

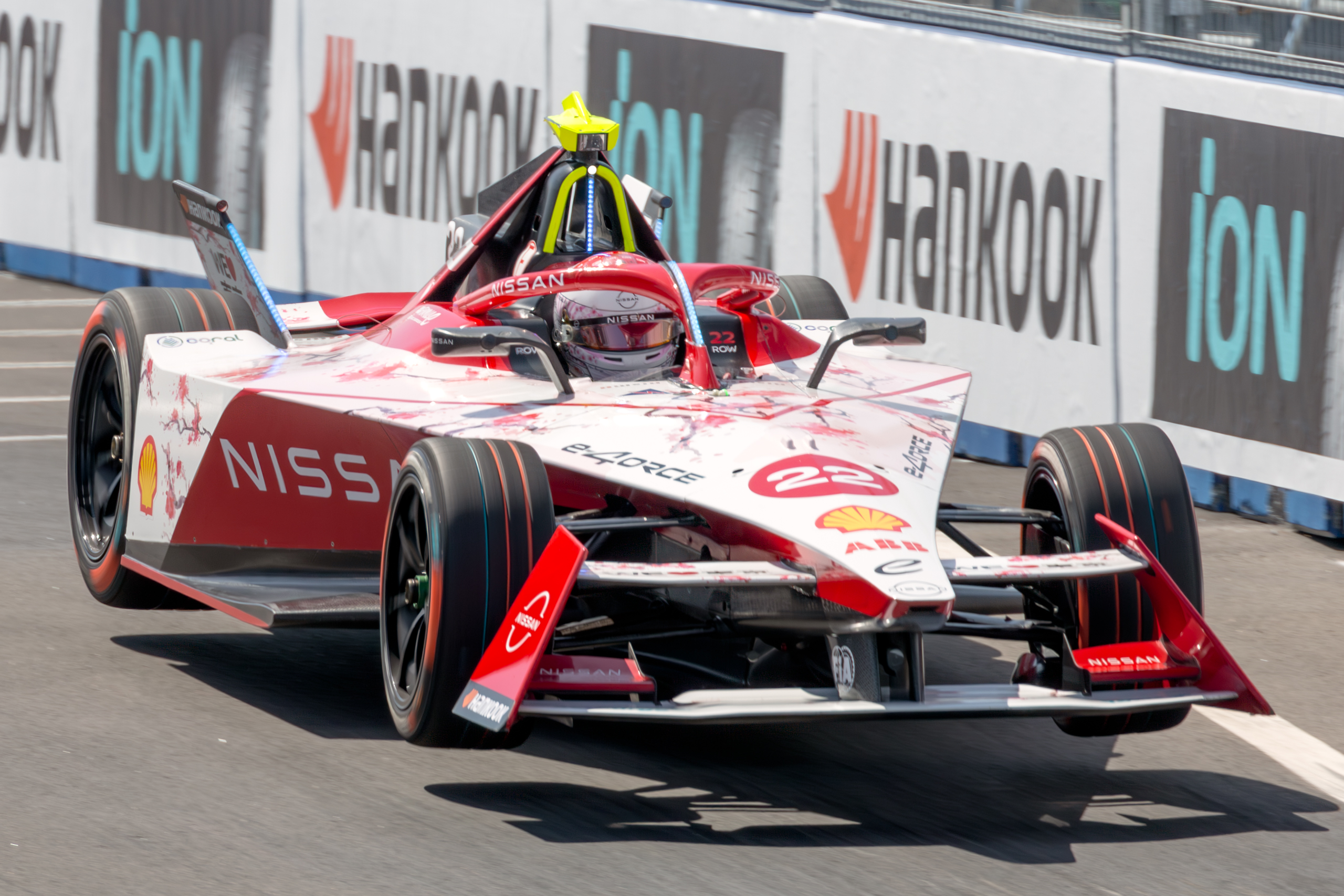
Rowland no

Em 30 de agosto de 2023, foi anunciado que Rowland havia sido contratado pela equipe Nissan para a temporada de 2023–24 da Fórmula E, ao lado de Sacha Fenestraz. Assim, ele retornou a equipe pela qual havia competido pela última na temporada de 2020–21. Pela equipe japonesa, Rowland fez a sua melhor temporada até o momento, somando sete pódios, e vencendo em Misano, a primeira vitória de Rowland em quase quatro anos, e que veio após a desclassificação de António Félix da Costa, e em Londres. O único eP que Rowland não esteve foi o de Portland, que ele faltou por conta de uma doença e foi substituído pelo brasileiro Caio Collet. Assim, o britânico terminou o ano em quarto lugar, com 156 pontos, 13 posições acima de Fenestraz e fazendo seis vezes mais pontos que o franco-argentino.
Rowland permaneceu com a Nissan para a temporada de 2024–25, competindo ao lado de Norman Nato, que substitui Fenestraz. O britânico entrou como um dos favoritos ao título, com o próprio Fenestraz o comparando a Max Verstappen. Rowland chegou a brigar pela pole em São Paulo, e a liderar parte da corrida, mas se viu prejudicado pelos incidentes envolvendo outros pilotos, por erros de estratégia e por uma punição por excesso de potência, o que o colocou em 14º lugar. Contudo, o britânico conquistaria sua primeira vitória do ano na Cidade do México, em que uma boa estratégia e uma dose de sorte o ajudaram ultrapassar três carros durante os seus últimos segundos de Modo Ataque e vencer, superando os carros da Porsche, que foram os melhores daquele final de semana. Triunfou novamente na corrida 2 de Gidá, na corrida 1 de Mônaco e na corrida 2 de Tóquio, conquistando sete pódios nas nove primeiras etapas. Apesar de ter liderado a maior parte do campeonato, chegou a ser ameaçado por Pascal Wehrlein, que conquistou importantes pódios em Xangai e na corrida 1 de Berlim, provas nas quais Rowland não pontuou, e ainda fez a pole da corrida 2 de Berlim. No entanto, foi nesta prova que Oliver conquistou o título com uma rodada de antecedência, ao encerrá-la em quarto lugar e ver Wehrlein terminar em décimo sexto.